# Private Lips
『Private Lips』（プライベート・リップス）は、米川英之が1990年7月25日にリリースした1枚目のシングルである。

## 解説
- C-C-B解散の翌年、1990年7月25日にソロ活動第一弾として発売した。C-C-Bが所属していたポリドールから発売した唯一のシングルである。
- 翌月29日にリリースされたアルバム『Sweet Voyage』に“Private Lips〜Private-Mix”のタイトルで収録されている。歌詞の一部とアレンジが若干異なる。

## 収録曲
| 全作曲・編曲: 米川英之。 |                  |        |            |      |
| #                        | タイトル         | 作詞   | 作曲・編曲 | 時間 |
| 1.                       | 「Private Lips」 | 松本隆 | 米川英之   | 4:30 |
| 2.                       | 「天使の町」     | 松本隆 | 米川英之   | 4:46 |